# 筒蛎
是笋螂目滤管蛤科Warnea的一种。主要分布于马来西亚、中国大陆、台湾，常栖息在水深93米。